# Limerzel
Limerzel (in bretone: Lizmerzher) è un comune francese di 1 321 abitanti situato nel dipartimento del Morbihan nella regione della Bretagna.

## Società

### Evoluzione demografica
Abitanti censiti